# البيون باريس
البيون باريس (بالإنجليزية: Albion Parris) (و. 1788 – 1857 م) هو سياسي، وقاض، ومحام من الولايات المتحدة الأمريكية ولد في هيبرون.
تولى منصب عضو مجلس الشيوخ الأمريكي .وهو عضو في الحزب الجمهوري الديمقراطي، والحزب الديمقراطي الأمريكي .

## التعليم
تعلم في دارتموث.